# 영덕 안동권씨 옥천재사
현재 문화재명은 "영덕 안동권씨 옥천재사"로 바뀌었다.
영덕 화수루 일곽은 대한민국 경상북도 영덕군 창수면 갈천리에 있는 조선시대의 건축물이다. 2009년 4월 28일 대한민국의 국가민속문화재 제260호로 지정되었다.

## 개요
“영덕 화수루 일곽” 화수루는 2층누각 건물로서 누 대청이 강당을 겸하는 유형의 이 지역의 대표적 누 재실 건축이며, 전사청인 몸채와 함께 공간구성과 구조 양식 등의 건축적 가치가 뛰어나다. 또한, 인접 건물인 초가까치구멍집과 청간정도 비교적 구조나 보존상태가 양호하고 서민가옥과 정자 발달사 연구에 중요한 자료로 문화재적 가치가 크다.
당초에는 경북영덕 유형문화재 화수루(제82호)로 지정(1975.12.30)되었으나 신청(2007. 4.12)을 받아 국가지정문화재 중요민속자료 제260호로 지정(2009. 4.28)되었다.

## 화수루
조선 단종(재위 1452∼1455)의 외숙부인 권자신이 세조(재위 1455∼1468)에게 화를 당하고, 그의 조카 권책이 유배되어 여생을 보낸 곳으로 지어진 연대는 확실히 알지 못한다. 숙종(재위 1674∼1720) 때 단종이 복위되자 대봉서원이 지어졌는데, 고종(재위 1863∼1907) 때 흥선대원군의 서원철폐령으로 화수루와 청간정만 남았다.
화수루는 앞면 5칸·옆면 2칸의 규모의 누마루 집으로 양쪽 1칸씩은 방으로 꾸몄고 가운데 3칸만이 누마루로 되어있다. 지붕 옆면이 사람 인(人)자 모양인 맞배지붕집이다. 소박한 꾸밈새로 고건축물의 중후함이 엿보인다.
현재 주위는 민가와 경작지로 둘러싸여 있으며, 뒤쪽 낮은 언덕에 오래된 무덤 1기가 있는데 이 누각에 딸린 것으로 보인다.

## 갈천동초가까치구멍집
집의 가운데에 마루를 두는 영동형 양통집으로, 언제 지었는지는 정확히 알 수 없다.
양통집은 한 채를 2줄로 만든 겹집이며, 주로 태백산맥의 동쪽에서 많이 나타난다. 이는 방이 한 줄로 배열되는 태백산맥 서쪽의 외통집과 대조를 이루는 형태이다. 앞면 3칸 반·옆면 1칸 규모로, 지붕은 초가이며 까치구멍을 내었다. 까치구멍은 부엌 위로 연기가 빠져나갈 수 있도록 지붕에 구멍을 내는 것으로 주로 양통집에만 나타난다. 부엌에는 외양간을 들였으며, 부뚜막 사이 좁은 벽에는 조명과 난방을 겸한 코쿨이 남아있다.

## 참고 자료
- 영덕 안동권씨 옥천재사 - 국가유산청 국가유산포털